# 裂瓣羊耳蒜
裂瓣羊耳蒜（学名：Liparis fissipetala）为兰科羊耳蒜属下的一个种。

## 扩展阅读
- 維基物種上的相關：裂瓣羊耳蒜